# Нтаре IV
Нтаре IV Рутаганзва Ругамба — король Бурунді з 1796 до 1850 року. Був єдиним сином короля Мвамбутси I.
Провів найбільшу експансію в історії Бурунді, удвічі збільшивши територію країни.